# Pretense (Stargate SG-1)
Pretense (Simulación en Latinoamérica, Pretexto en España) es el décimo quinto episodio de la tercera temporada de la serie de televisión de ciencia ficción Stargate SG-1, y el quintuagesimo noveno capítulo de toda la serie.

## Trama
La Nave del Goa'uld Klorel (Skaara) cae en el planeta Tolana después de que su flota fuera destruida en batalla. Narim entonces viaja a la Tierra a informar al SG-1 que Klorel se encuentra preso, y que pueden extirpar de manera segura su simbionte, pero que no saben si es lo correcto. El SG-1 es invitado a participar en el juicio Tolano, llamado "Tríada", para decidir el destino de Skaara/Klorel.
El sistema funciona así: Un miembro de la Curia Tollana (cuerpo gobernante de Tolana) preside la audiencia, a cada demandado se le asigna un "archon" (abogado) y se convoca además a un tercer "archon", neutral. Los archones y demandados exponen argumentos y luego se vota a favor una de las partes. Solo se permiten 3 votos (Archon 1, 2 y Archon neutral).
Daniel y O'Neill defienden a Skaara, mientras Lord Zipacna (Goa'uld de baja importancia leal a Apophis) defiende a Klorel. Llaman a Lya, de los Nox, como tercer Archon, debido a la naturaleza completamente neutral e imparcial de los Nox. Los Tollanos instalan un dispositivo a Skaara/Klorel, que permite separar las conciencias de cada uno, para que puedan hablar cuando les toque hacerlo.
Daniel y Jack exponen su punto de vista sobre los Goa'uld, como parásitos malvados que se apoderan del cuerpo de humanos inocentes, tal como le ocurre a Skaara. Lord Zipacna en cambio dice que lo que los Goa'uld hacen con los humanos, es lo mismo que estos hacen con los animales; los consideran inferiores y se alimentan de ellos.
Mientras el juicio se realiza, Carter y Teal'c descubren que los Jaffa están marcando, de algún modo, los cañones iónicos Tollanos para destruirlos. Los Tollanos sin embargo no toman en serio esto, ya que dicen que para conquistar Tollana se necesitaría destruir todos los cañones, de lo contrario bastaría uno solo para destruir una o más Ha’tak Goa’uld 
De vuelta al juicio, Lord Zipacna presenta un argumento sorprendente: Si Skaara gana, Klorel será extirpado y morirá por consiguiente, pero si Klorel gana, Skaara seguirá viviendo por cientos de años, aunque como anfitrión de Klorel.
Más adelante, Teal'c pide a Lya un favor, porque presiente que los Goa'uld van atacar. Ella acepta, a pesar de que no este en su naturaleza hacerlo.
La exposición de argumentos termina y se procede a votar. Como la votación queda 1 a 1, le toca a Lya decidir. Ella vota por Skaara, diciendo que si bien Klorel morirá, lo mismo pasara si este gana, ya que la consciencia y voluntad de Skaara terminara, suprimida por la de Klorel. Como a esto no se lo puede llamar una verdadera vida, ella decide que el cuerpo sea devuelto a su dueño original, Skaara.
Inmediatamente a esto, Zipacna saca un dispositivo de comunicación y ordena atacar. Teal'c y O’Neill se enfrentan a él, obligándolo a huir. Paralelo a esto, una Ha'tak Goa'uld comienza a descender sobre Tollana. Afuera, los Tolanos están asustados, porque sus cañones iónicos han sido destruidos.
Entonces, el SG-1 es llevado por Lya a un área boscosa, donde ella utilizó su poder de invisibilidad Nox para ocultar un cañón. Ese era el favor que hizo a Teal'c, ocultar el arma para que los Jaffa no pudieran marcarla. El cañón se enciende y destruye inmediatamente la Ha'tak. Carter aún no puede creer que un Nox haya hecho eso, debido a que son pacíficos. Lya le responde que ella solamente oculto el arma, no la disparó.
Al final, los Tollanos agradecen su ayuda al SG-1, y Skaara regresa por fin libre a su hogar.

## Artistas invitados
- Alexis Cruz como Skaara/Klorel.
- Garwin Sanford como Narim.
- Marie Stillen como la Alta Canciller Travell.
- Kevin Durand como Lord Zipacna.
- Frida Betrani como Lya.
- Bill Nikolai como Técnico.